# Hartwig von Passow (General)
Hartwig von Passow, auch Hartvig, Passau, Passaw, († 7. Januar 1706 in Eutin) war ein deutscher Offizier in dänischen Diensten während des Nordischen Krieges.

## Leben
Passow stammte aus dem mecklenburgischen Adelsgeschlecht von Passow und war ein Sohn des mecklenburgischen Geheimen Rats Günther von Passow; der 1644 verstorbene mecklenburgische Geheime Rat gleichen Namens Hartwig von Passow war sein Onkel. Er trat zunächst in den Dienst des Fürstbischofs von Münster und wurde Kommandant seiner Garde. Am 17. März 1683 wechselte er in die Dienste des dänischen Königs Christian V., was ein Dankschreiben des Königs an den Bischof vom 24. März 1683 belegt. Passow erhielt die Genehmigung, als Oberst ein eigenes Regiment in der Grafschaft Oldenburg zu werben. Das Regiment zählte am 15. August 1683 bereits 550 Mann, wurde aber wieder reduziert und am 31. Dezember 1684 in das Seeländische Infanterie-Regiment integriert.
1685 mobilisierte der dänische König Christian V. im Streit gegen Gottorf in Holstein ein starkes Heer. Nach dem Ende dieser Auseinandersetzung durch den Altonaer Vertrag wurde Passow Kommandant von Glückstadt. 1690 wurde ihm das Kommando über das Leibregiment der Königin (Dronningens Livregiment) übertragen. 1691 erhielt er die Erlaubnis, sich der Belagerung von Mainz anzuschließen. Mit diesem Wissen nahm er an der Belagerung von Ratzeburg 1693 teil.
1698 wurde er zum Brigadegeneral und 1705 zum Generalmajor und Inspekteur der dänischen Infanterie in den Herzogtümern Schleswig und Holstein ernannt. Im Zuge der Auseinandersetzungen um die Nachfolge des Fürstbischofs von Lübeck August Friedrich von Schleswig-Holstein-Gottorf zwischen Dänemark und Gottorf zog er im Dezember 1705 als Kommandant eines dänischen Expeditionskorps nach Eutin, um das Hochstift für den Koadjutor der dänischen Partei, Prinz Carl von Dänemark zu besetzen. Bei der Belagerung von Schloss Eutin wurde er am Silvestertag 1705 von einer Gewehrkugel so schwer am Bein verwundet, dass er nach einer Amputation des Beins eine Woche später, am 7. Januar 1706 starb. Am 12. Januar 1706 wurde er in Rendsburg begraben.
Er war verheiratet mit Catharine Elisabeth von der Lippe (* 1672) aus dem Haus Vinsebeck bei Paderborn, die der katholischen Gemeinde in Glückstadt angehörte, sie förderte und dort auf dem katholischen Friedhof begraben ist. 